# Valdenebro de los Valles
Valdenebro de los Valles község Spanyolországban, Valladolid tartományban. Valdenebro de los Valles Medina de Rioseco, Montealegre de Campos, Villalba de los Alcores, Valladolid és La Mudarra községekkel határos. Lakosainak száma 185 fő (2024).

## Népesség
A település népessége az utóbbi években az alábbiak szerint változott:
| Lakosok száma | 227  | 223  | 209  | 211  | 217  | 202  | 208  | 192  | 193  | 185  |
|               | 2001 | 2004 | 2007 | 2009 | 2012 | 2014 | 2017 | 2019 | 2022 | 2024 |